# Trigonostemon malaccanus
Trigonostemon malaccanus är en törelväxtart som beskrevs av Johannes Müller Argoviensis. Trigonostemon malaccanus ingår i släktet Trigonostemon och familjen törelväxter. Inga underarter finns listade i Catalogue of Life.